# Sanitätswesen
Il Sanitätswesen (il "corpo medico") fu una delle cinque suddivisioni della gerarchia di un campo di concentramento o di sterminio nazista durante l'Olocausto. Le altre suddivisioni furono il centro di comando, il dipartimento amministrativo, la Politische Abteilung e il campo di detenzione preventiva.

## Descrizione
Il corpo medico fu una componente obbligatoria del personale del centro di comando di un campo di concentramento. Era subordinata al medico capo dell'Inspektion der Konzentrationslager (Ispettorato dei campi di concentramento, ICC), dopo il 1937 noto come Leitender Artzt, il quale si occupava dell'assegnazione del "personale medico" nei campi, dell'impartizione di istruzioni tecniche ad altri medici del campo e della valutazione dei loro rapporti mensili.
Successivamente la ICC divenne "Amt D" della SS-Wirtschafts-Verwaltungshauptamt (Ufficio centrale economico e amministrativo delle SS). Il 3 marzo 1942 Enno Lolling assunse la direzione della "Amt D III per le unità del corpo medico e l'igiene dei campi" con sede a Oranienburg. In quanto tale, fu il medico capo che supervisionava tutti i medici dei campi di concentramento; a sua volta fu subordinato al SS-Reichsarzt Ernst-Robert Grawitz.

## Struttura gerarchica

### Capo medico
Lo Standortarzt ("medico del presidio"), il capo medico del campo, chiamato anche "primo medico del campo", dirigeva il corpo medico del campo di concentramento. In questa veste, il medico all'apice della gerarchia era il supervisore dell'intero staff medico del campo, oltre ad essere il responsabile dell'esecuzione delle istruzioni del medico capo della ICC e della preparazione dei rapporti mensili a lui destinati.

### Medico delle truppe
Il "medico delle truppe" si occupava delle cure mediche delle guardie SS e dei loro familiari.

### Medici del campo
I restanti medici del campo lavoravano nelle altre aree del campo (maschile, femminile, ecc.), come da mansionario. L'assistenza medica ai detenuti era secondaria rispetto ai loro compiti principali. Di primaria importanza erano gli aspetti igienici per la prevenzione delle malattie e il mantenimento della capacità lavorativa dei detenuti. Per questo scopo ci si avvaleva dei detenuti medici e infermieri che venivano impiegati come personale ausiliario in infermeria.
Secondo il comandante del campo di concentramento di Auschwitz Rudolf Höss, i loro compiti non medici erano:
1. Essere presenti all'arrivo dei convogli che portavano gli ebrei per selezionare uomini e donne adatti al lavoro.[1]
2. Essere presenti nelle camere a gas per osservare le procedure di uccisione e verificare che tutti fossero morti.[1]
3. Zahnärzte, i dentisti, dovevano effettuare regolari controlli a campione per verificare che i dentisti prigionieri del Sonderkommando rimuovessero tutto l'oro dalle bocche dei morti[2] prima della cremazione e lo depositassero in appositi contenitori. Dovevano sorvegliare anche la successiva fusione dell'oro.[1]
4. Mandare allo sterminio gli ebrei inabili e per i quali la prognosi non prevedeva il ritorno al lavoro entro le quattro settimane successive. Chi non poteva alzarsi dal letto andava ucciso con un'iniezione.[1]
5. Procedere alle verschleierten Exekutionen ("esecuzioni segrete") dei prigionieri sani arrestati dalla Politische Abteilung e condannati a morte per motivi politici. Questi dovevano essere "liquidati" tramite iniezione. La Gestapo presente nel campo voleva tenere segrete le esecuzioni, quindi i medici certificavano che la morte era avvenuta "per cause naturali".[1]
6. Partecipare alle esecuzioni "giudiziarie" nei campi per certificare la morte.[1]
7. Assistere alle punizioni corporali per esaminare il prigioniero e rilevare eventuali impedimenti.[1]
8. Eseguire aborti forzati sulle donne non tedesche, anche fino al quinto mese.[1]

Inoltre, i medici ebbero l'opportunità, e in alcuni casi furono incaricati, di condurre "ricerche mediche".  Questi esperimenti venivano condotti sui prigionieri in vita o talvolta sui prigionieri giustiziati per i fini specifici del particolare progetto di ricerca.  Parallelamente si collaborava con professori nazionalsocialisti presso facoltà e istituzioni mediche di tutto il Reich tedesco, come il Kaiser Wilhelm Institute (oggi Istituto Max Planck), con l'industria farmaceutica e con organizzazioni mediche. 
Quando l'ufficio del registro locale richiedeva un certificato di morte per uno di questi prigionieri morti, si indicavano il nome del medico e la causa della morte falsi.

### Medici delle SS
Ai medici del campo si affiancava il personale medico delle SS che prestava servizio come ausiliari nell'infermeria. Questo personale spesso possedeva una formazione infermieristica scarsa o inesistente e conoscenze mediche limitate.

### Medici e infermieri prigionieri
I prigionieri malati erano assistiti e curati principalmente dai detenuti che prima dell'arresto facevano i medici o gli infermieri. A volte il loro lavoro di medico veniva svolto "abusivamente", contravvenendo agli ordini delle SS.

### Altro personale medico
A volte c'era anche un farmacista SS.

## Dopo il 1945
Sebbene alcuni dei più importanti medici nazisti fossero stati processati a Norimberga e alcuni giustiziati, molti medici nazisti dopo la guerra ottennero incarichi di tutto rispetto. Ad esempio, nella Germania Est Hermann Voss divenne un importante anatomista; nella Germania Ovest Eugen Wannenmacher diventò professore all'Università di Münster e Otmar Freiherr von Verschuer, in precedenza mentore di Josef Mengele, fu autorizzato a continuare la pratica medica.   Il loro passato nazista fu generalmente ignorato, sebbene alcuni fossero costretti a lavorare sotto falso nome. I loro esperimenti furono citati nelle riviste mediche e talvolta pubblicati senza alcun riferimento o informazione su come erano stati ottenuti i dati della ricerca.